# Рама (индейская резервация)
Рама (англ. Ramah Navajo Indian Reservation) — индейская резервация в штате Нью-Мексико, США. Является частью Навахо-Нейшен.

## История
Несмотря на то, что индейская резервация Рама является частью Навахо-Нейшен, она имеет независимую историю от истории других земель навахо. Группа навахо была зарегистрирована в этом районе Нью-Мексико с 1540 года, когда они пришли на помощь племени зуни в их защите от экспедиции испанского конкистадора Франсиско Васкеса де Коронадо.
В период с 1868 по 1960-е годы группа рама-навахо действовала независимо от остальных навахо, с 1960-х годов она являются частью Навахо-Нейшен.

## География
Резервация располагается на северо-западе Нью-Мексико, в западно-центральной части округа Сибола и на юге округа Мак-Кинли, к востоку и юго-востоку от индейской резервации Зуни и к западу от города Альбукерке. Общая площадь резервации — 597,445 км² (230,675 квадратных миль) и составляет менее одного процента от общей площади Навахо-Нейшен.

## Демография
По данным федеральной переписи населения 2000 года в резервации проживало 2 167 человек.